# Altenach
Altenach [altənak]  est une commune française située dans la circonscription administrative du Haut-Rhin et, depuis le 1er janvier 2021, dans le territoire de la Collectivité européenne d'Alsace, en région Grand Est.
Cette commune se trouve dans la région historique et culturelle d'Alsace.

## Géographie

### Localisation
Commune située à 
1,2 km de Manspach et 1,6 de Saint-Ulrich.
| Manspach                                                                    | Dannemarie   |             |
| Chavannes-les-Grands Territoire de Belfort Chavanatte Territoire de Belfort | Altenach     | Ballersdorf |
| Suarce Territoire de Belfort                                                | Saint-Ulrich |             |

### Hydrographie

#### Réseau hydrographique
La commune est traversée par la ligne de partage des eaux  entre les bassins versants du Rhin et de la Saône au sein respectivement du bassin Rhin-Meuse et du bassin Rhône-Méditerranée-Corse. Elle est drainée par la Largue, la Lutter, le canal d'alimentation du canal du Rhône au Rhin, le Bannesen, le Barrenweg et le Luttergraben,,.
La Largue, d'une longueur de 51 km, prend sa source dans la commune de Oberlarg et se jette  dans l'Ill à Illfurth, après avoir traversé 28 communes.
La Lutter, d'une longueur de 11 km, prend sa source dans la commune de Strueth et se jette  dans le canal du Rhône au Rhin à Magny, après avoir traversé dix communes.

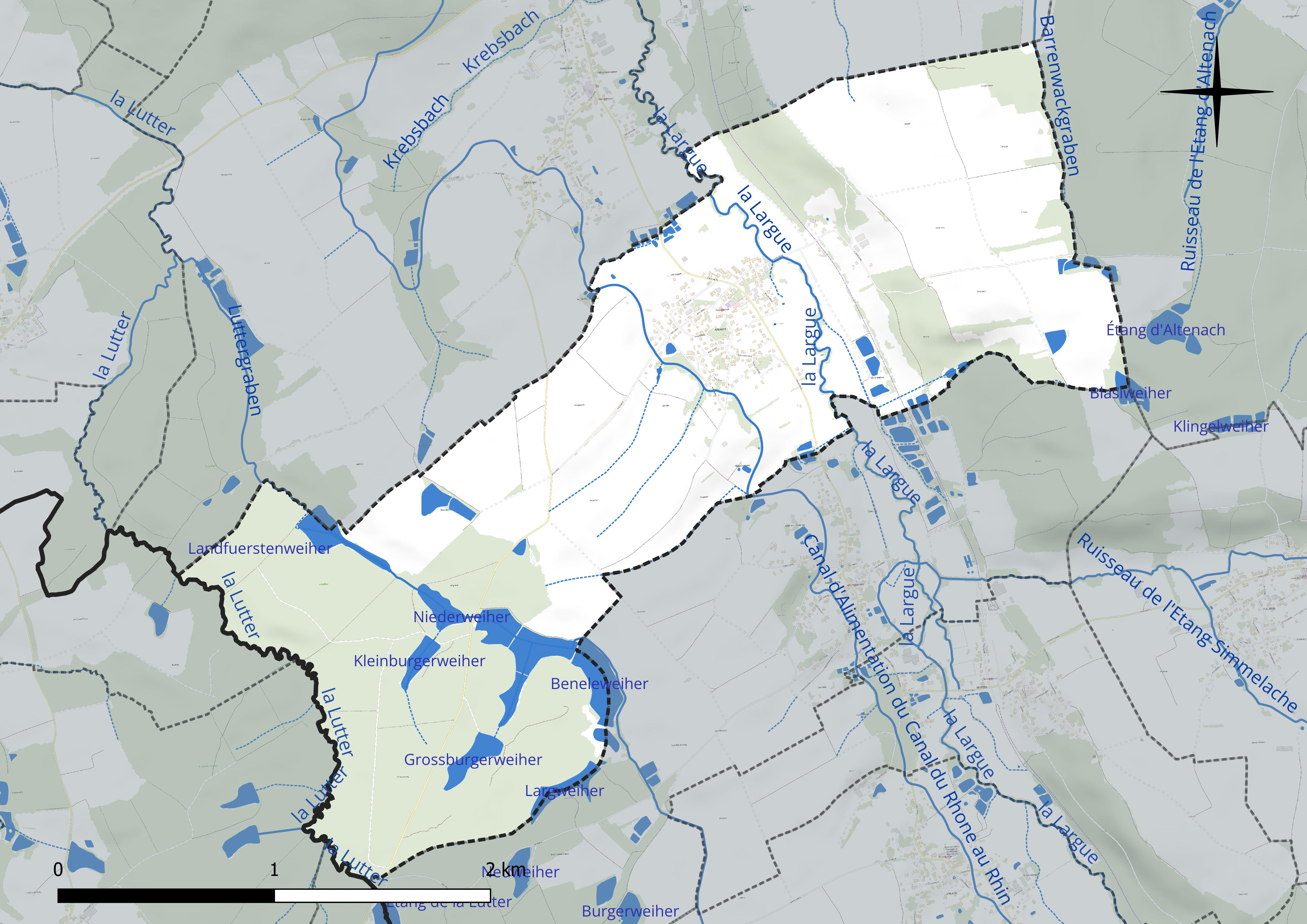
Réseau hydrographique d'Altenach.

Sept plans d'eau complètent le réseau hydrographique : Beneleweiher, d'une superficie totale de 9,6 ha (7,3 ha sur la commune), Blasiweiher, d'une superficie totale de 1,6 ha (0,4 ha sur la commune), Grossburgerweiher (2,6 ha), Kleinburgerweiher (1,7 ha), Landfuerstenweiher, d'une superficie totale de 3,5 ha (2,8 ha sur la commune), Largweiher, d'une superficie totale de 2,4 ha (1,3 ha sur la commune) et Niederweiher (2,6 ha),.

#### Gestion et qualité des eaux
Le territoire communal est couvert par le schéma d'aménagement et de gestion des eaux (SAGE) « Largue ». Ce document de planification concerne le bassin versant de la Largue et une zone située à l'ouest du périmètre (la région de Montreux). Ce territoire s'étend sur 385 km2. Le périmètre a été arrêté le 4 mars 1996 et le SAGE proprement dit a été approuvé le 24 septembre 1999 puis révisé le 17 mai 2016. La structure porteuse de l'élaboration et de la mise en œuvre est le Syndicat mixte pour l'aménagement et la renaturation du bassin versant de la Largue et du secteur de Montreux, qui a évolué en Epage le 1er janvier 2018, sous le nom de Epage Largue.
La qualité des cours d’eau peut être consultée sur un site dédié géré par les agences de l’eau et l’Agence française pour la biodiversité.

### Climat
Pour des articles plus généraux, voir Climat du Grand Est et Climat du Haut-Rhin.
En 2010, le climat de la commune est de type climat des marges montargnardes, selon une étude du Centre national de la recherche scientifique s'appuyant sur une série de données couvrant la période 1971-2000. En 2020, Météo-France publie une typologie des climats de la France métropolitaine dans laquelle la commune est exposée à un climat semi-continental et est dans la région climatique Vosges, caractérisée par une pluviométrie très élevée (1 500 à 2 000 mm/an) en toutes saisons et un hiver rude (moins de 1 °C).
Pour la période 1971-2000, la température annuelle moyenne est de 9,9 °C, avec une amplitude thermique annuelle de 17,7 °C. Le cumul annuel moyen de précipitations est de 914 mm, avec 9,8 jours de précipitations en janvier et 9,9 jours en juillet. Pour la période 1991-2020, la température moyenne annuelle observée sur la station météorologique de Météo-France la plus proche, « Carspach », sur la commune de Carspach à 8 km à vol d'oiseau, est de 11,0 °C et le cumul annuel moyen de précipitations est de 827,7 mm. 
La température maximale relevée sur cette station est de 38,1 °C, atteinte le 4 août 2022 ; la température minimale est de −17,7 °C, atteinte le 5 février 2012,,.
Les paramètres climatiques de la commune ont été estimés pour le milieu du siècle (2041-2070) selon différents scénarios d'émission de gaz à effet de serre à partir des nouvelles projections climatiques de référence DRIAS-2020. Ils sont consultables sur un site dédié publié par Météo-France en novembre 2022.

## Urbanisme

### Typologie
Au 1er janvier 2024, Altenach est catégorisée commune rurale à habitat dispersé, selon la nouvelle grille communale de densité à sept niveaux définie par l'Insee en 2022.
Elle appartient à l'unité urbaine de Dannemarie, une agglomération intra-départementale regroupant neuf  communes, dont elle est une commune de la banlieue,,. La commune est en outre hors attraction des villes,.

### Occupation des sols
L'occupation des sols de la commune, telle qu'elle ressort de la base de données européenne d’occupation biophysique des sols Corine Land Cover (CLC), est marquée par l'importance des territoires agricoles (55,7 % en 2018), une proportion sensiblement équivalente à celle de 1990 (56,2 %). La répartition détaillée en 2018 est la suivante : 
terres arables (38 %), forêts (34,6 %), prairies (17,7 %), eaux continentales (5 %), zones urbanisées (4,7 %). L'évolution de l’occupation des sols de la commune et de ses infrastructures peut être observée sur les différentes représentations cartographiques du territoire : la carte de Cassini (XVIIIe siècle), la carte d'état-major (1820-1866) et les cartes ou photos aériennes de l'IGN pour la période actuelle (1950 à aujourd'hui).

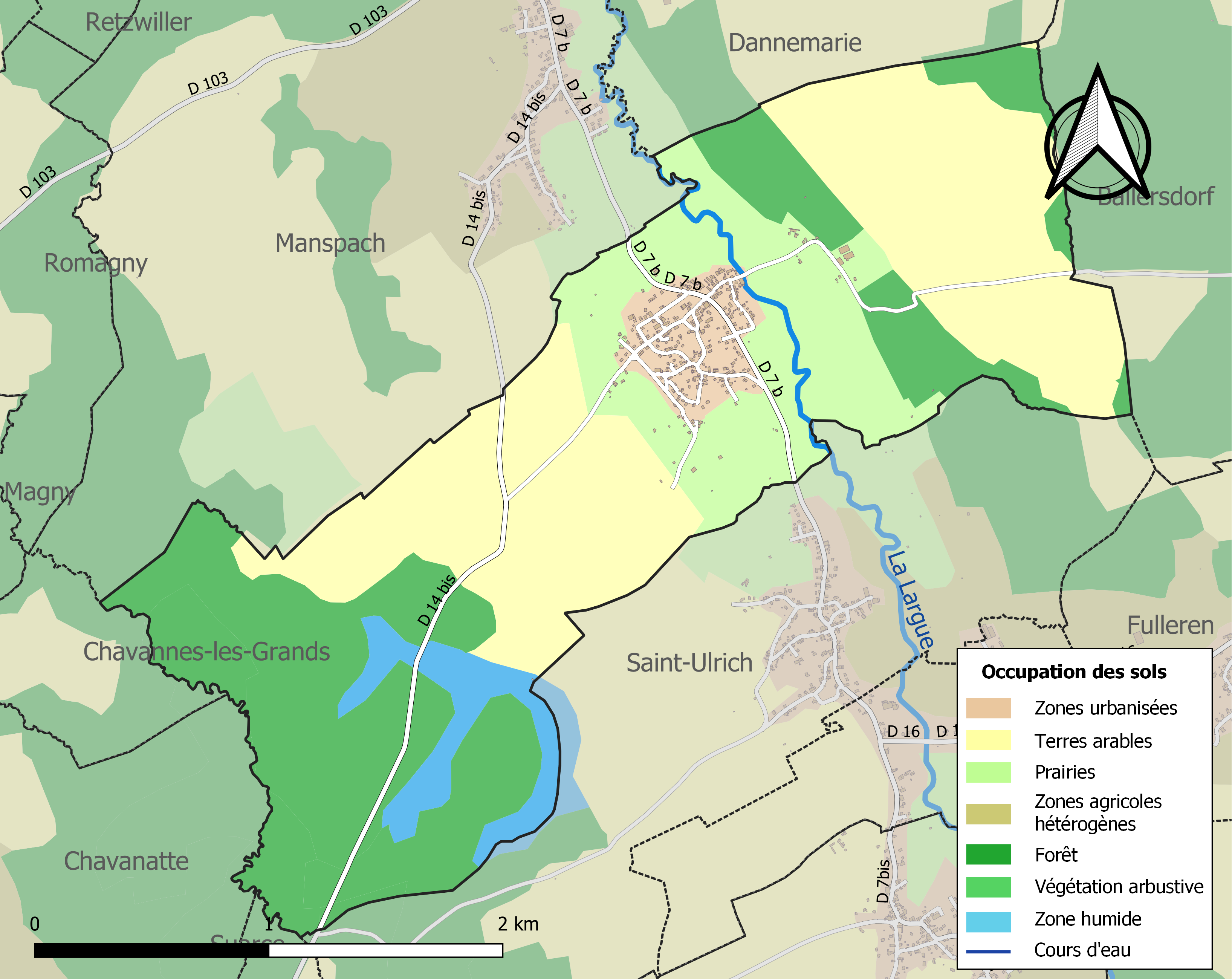
Carte des infrastructures et de l'occupation des sols de la commune en 2018 (CLC).

### Voies de communications et transports

#### Voies routières
- D7b. vers Manspach et Saint-Ulrich.

#### Transports en commun
- Les transports scolaires et interurbains de la région Grand Est[24].

#### Lignes SNCF
- Gare de Dannemarie
- Gare de Mulhouse-Ville

### Risques naturels et technologiques
Commune située dans une zone 4 de sismicité moyenne.

## Toponymie
Mentionné sous la forme Altnach en 1397. D'un probable *Altanacum, nom de domaine gallo-romain en -acum, précédé du nom de personne gallo-roman Altanus ou d'un nom de personne germanique équivalent, hypocoriste d'Alto, basé sur le thème ald (vieux). Homonymie avec Authenay (Altenaio v. 1168). On trouve une variante non attestée *Altanius, dans les noms du type Autigny, Autignac.
La commune se nomme Àltanàch en alsacien, Altenach en Alémanique.

## Histoire
Altenach est mentionnée pour la première fois en 1302, appartenant alors aux comtes de Ferrette. Wernher et Jean, deux membres parmi les nobles d'Altenach, sont cités en 1343 et 1345. Vassaux du comte, leurs descendants successeurs règnent sur le village jusqu'à l'extinction du dernier héritier Richard, en 1520. Le domaine passe ensuite aux mains des nobles de Brinighoffen. Puis en 1601, le château est racheté par Richard Kloetzlin, originaire de Hindlingen, et qui prend le nom de Kloetzlin d'Altenach. Sa famille s'allie en 1660 aux Kempf d'Angreth. Le village possédait aussi un moulin aujourd'hui disparu.

## Politique et administration

### Découpage territorial
La commune d'Altenach est membre de la communauté de communes Sud Alsace Largue, un établissement public de coopération intercommunale (EPCI) à fiscalité propre créé le 15 juin 2016 dont le siège est à Dannemarie. Ce dernier est par ailleurs membre d'autres groupements intercommunaux.
Sur le plan administratif, elle est rattachée à l'arrondissement d'Altkirch, à la circonscription administrative de l'État du Haut-Rhin, en tant que circonscription administrative de l'État, et à la région Grand Est.
Sur le plan électoral, elle dépendait jusqu'en 2020 du  canton de Masevaux-Niederbruck pour l'élection des conseillers départementaux au sein du conseil départemental du Haut-Rhin. Depuis le 1er janvier 2021, elle dépend du même canton pour l'élection des conseillers d'Alsace au sein de la collectivité européenne d'Alsace.

### Chronologie des maires
| Période                                  | Période   | Identité                                       | Étiquette | Qualité            |
| ---------------------------------------- | --------- | ---------------------------------------------- | --------- | ------------------ |
| Les données manquantes sont à compléter. |           |                                                |           |                    |
| 1971                                     | mars 2001 | Rémy With                                      | DVD-SE    | Conseiller général |
| mars 2001                                |           | Jean-Luc Lamère Réélu pour le mandat 2020-2026 | DVD       | Fonctionnaire      |

### Budget et fiscalité 2020
En 2020, le budget de la commune était constitué ainsi :
- total des produits de fonctionnement : 322 000 €, soit 812 € par habitant ;
- total des charges de fonctionnement : 262 000 €, soit 660 € par habitant ;
- total des ressources d'investissement : 59 000 €, soit 150 € par habitant ;
- total des emplois d'investissement : 78 000 €, soit 196 € par habitant ;
- endettement : 444 000 €, soit 1 118 € par habitant.

Avec les taux de fiscalité suivants :
- taxe d'habitation : 13,91 % ;
- taxe foncière sur les propriétés bâties : 8,43 % ;
- taxe foncière sur les propriétés non bâties : 38,20 % ;
- taxe additionnelle à la taxe foncière sur les propriétés non bâties : 0,00 % ;
- cotisation foncière des entreprises : 0,00 %.

Chiffres clés Revenus et pauvreté des ménages en 2019 : médiane en 2019 du revenu disponible, par unité de consommation : 27 120 €.

## Équipements et services publics

### Enseignement
Établissements d'enseignements :
- Écoles maternelles et primaires à Manspach, Dannemarie,
- Collèges à Dannemarie, Altkirch,
- Lycées à Carspach, Altkirch.

### Santé
Professionnels et établissements de santé :
- Médecins à Dannemarie,
- Pharmacies à Dannemarie,
- Hôpital local à Dannemarie,
- Centres hospitaliers à Altkirch.

### Cultes
- Culte catholique, Communauté de paroisses Viaducs[35], Diocèse de Strasbourg.

## Population et société

### Démographie

#### Évolution démographique
L'évolution du nombre d'habitants est connue à travers les recensements de la population effectués dans la commune depuis 1793. Pour les communes de moins de 10 000 habitants, une enquête de recensement portant sur toute la population est réalisée tous les cinq ans, les populations de référence des années intermédiaires étant quant à elles estimées par interpolation ou extrapolation. Pour la commune, le premier recensement exhaustif entrant dans le cadre du nouveau dispositif a été réalisé en 2007.

En 2022, la commune comptait 378 habitants, en évolution de −2,07 % par rapport à 2016 (Haut-Rhin : +0,66 %, France hors Mayotte : +2,11 %).
| 1793 | 1800 | 1806 | 1821 | 1831 | 1836 | 1841 | 1846 | 1851 |
| ---- | ---- | ---- | ---- | ---- | ---- | ---- | ---- | ---- |
| 293  | 305  | 313  | 405  | 444  | 452  | 438  | 390  | 384  |

| 1856 | 1861 | 1866 | 1871 | 1875 | 1880 | 1885 | 1890 | 1895 |
| ---- | ---- | ---- | ---- | ---- | ---- | ---- | ---- | ---- |
| 401  | 397  | 414  | 411  | 359  | 366  | 351  | 330  | 343  |

| 1900 | 1905 | 1910 | 1921 | 1926 | 1931 | 1936 | 1946 | 1954 |
| ---- | ---- | ---- | ---- | ---- | ---- | ---- | ---- | ---- |
| 362  | 351  | 348  | 304  | 288  | 294  | 288  | 278  | 278  |

| 1962 | 1968 | 1975 | 1982 | 1990 | 1999 | 2006 | 2007 | 2012 |
| ---- | ---- | ---- | ---- | ---- | ---- | ---- | ---- | ---- |
| 265  | 247  | 285  | 306  | 360  | 344  | 382  | 387  | 375  |

| 2017 | 2022 | - | - | - | - | - | - | - |
| ---- | ---- | - | - | - | - | - | - | - |
| 393  | 378  | - | - | - | - | - | - | - |

## Économie

### Entreprises et commerces

#### Agriculture, exploitation forestière
- Exploitation forestière,
- Culture et élevage.

#### Tourisme
- Restaurant[40].

#### Commerces
- Commerces de proximité à Dannemarie[41].

## Culture locale et patrimoine

### Lieux et monuments

#### Église Saint-Sylvestre
L'édifice primitif comprend une nef et une tourelle en charpente maçonnée, bâtie sur un pignon qui abrite le clocher. Le 21 juillet 1821, la foudre frappe l'église, cause d'importants dégâts matériels et tue un jeune garçon qui sonne le tocsin. Deux nouveaux autels et une chaire, confectionnée par Joseph Antoine Feuerstein d'Arlesheim, sont installés en 1823 et 1824. Le clocher, qui s'était fendu sur toute sa hauteur, est reconstruit en 1850 pour 22 000 francs. Le maître-autel réalisé par Meigret, sculpteur à Belfort, date de 1868.  Le chœur comporte un chemin de croix en bois, œuvre de l'Allemand Johann Jakob Buffler. Le 24 novembre 1944, un camion allemand chargé de mines explose sous les tirs français, faisant deux victimes dont le père Runner, et dévastant la toiture de l'église, ainsi que les vitraux.

#### Chapelle Sainte Barbe
Cette chapelle est mentionnée dès 1302 en tant qu'église paroissiale. Fondée probablement par les seigneurs d'Usuel, elle constitue un lieu de pèlerinage très fréquenté en raison de la source Sainte-Barbe, dont les eaux sont réputées guérir certaines maladies de la peau et des yeux. La chapelle est pillée vers 1774 par les Bourguignons, puis endommagée au cours de la guerre de Trente Ans, le bâtiment est progressivement abandonné. Le parvis est composé de deux pierres tombales provenant du cimetière de l'ancienne église, dont l'une est dédiée aux époux Dietrich.

#### Monuments commémoratifs
- Monument aux morts[44] : Conflits commémorés : Guerres 1914-1918 - 1939-1945 - AFN-Algérie (1954-1962).

### Héraldique
| Blason d'Altenach | Les armes d'Altenach se blasonnent ainsi : « De gueules au tranchoir d'argent posé en bande le manche en pointe. » |